# Křešín (Vysočina)
Křešín é uma comuna checa localizada na região de Vysočina, distrito de Pelhřimov.